# Downingtown, Pennsylvania
Downingtown là một thị trấn thuộc quận Chester, tiểu bang Pennsylvania, Hoa Kỳ. Năm 2010, dân số của thị trấn này là 7891 người.